# Robert Torti
Robert Felix Torti, né le 22 octobre 1961 à Van Nuys, est un acteur américain.

## Biographie
Il crée les rôles de Jésus et Jack dans les versions théâtrales de Reefer Madness à New York et Los Angeles.
En 1987, il reçoit une nomination pour le Tony Award du meilleur acteur pour son interprétation de Greaseball dans la comédie musicale Starlight Express d'Andrew Lloyd Webber, qui marque le début de sa carrière à Broadway.
Il interprète le rôle du Pharaon dans la comédie musicale Joseph and the Amazing Technicolor Dreamcoat et fait partie du casting de la comédie musicale Smokey Joe's Café à Londres et Los Angeles.
Au cinéma, Robert Torti interprète le rôle de Freddy Fredrickson dans le film de Tom Hanks That Thing You Do!. Il reprend son rôle du Pharaon dans la version cinématographique de Joseph and the Amazing Technicolor Dreamcoat, et participe à Viens voir papa !, Crash dans l'océan et La légende de Guillaume Tell (non sorti).
Torti interprète des rôles récurrents à la télévision notamment dans The Drew Carey Show, Vinnie & Bobby, Générations, Les Feux de l'amour et dans La Vie de palace de Zack et Cody et La vie de croisière de Zack et Cody. Il interprète des petits rôles pour de nombreuses autres séries.

### Vie privée
Il est marié à DeLee Lively depuis le 24 juin 1999 avec qui il a trois enfants : Zachary, Faith et Chloe.

## Filmographie

### Cinéma
- 1984 : Epreuve de force : Johnny
- 1987 : P.I. Private Investigations : Burglar
- 1996 : That Thing You Do! : Freddy Fredrickson
- 1998 : Échec au complot : Fitzpatrick
- 2000 : Crash dans l'océan : Dr. Frank Ewing
- 2002 : Hé Arnold! Le film : Voices
- 2006 : She's the Man : Pistonek
- 2006 : The Legend of William Tell : Mr. Coogan
- 2007 : Maxi papa : Samuel Blake, Jr.
- 2009 : La montagne ensorcelée : Dominick
- 2013 : The Fortune Theory : Elegant man
- 2013 : White T : Damien
- 2015 : Bob Freeman: Exterminator For Hire : George Freeman

### Courts-métrages
- 2009 : Lovely Evening
- 2012 : The Three Bilinguals
- 2015 : Heirloom

### Télévision

#### Séries télévisées
- 1980 : Quincy : Lance Sullivan / 2nd Boy
- 1981 : La petite maison dans la prairie : Stefano Gambini
- 1987 : Throb : Fabian
- 1989 : Code Quantum : Jimmy Giovanni
- 1989 : Le père Dowling : Sean
- 1989 : One of the Boys : Jack
- 1989 : Sacrée famille : Jack
- 1989-1990 : Générations : Lt. Kyle Masters
- 1990 : Loin de ce monde : Flash
- 1991 : She-Wolf of London : Larabee Link
- 1991 : Top of the Heap : Bobby Grazzo
- 1992 : Arabesque : Damien Bolo
- 1992 : Le Prince de Bel-Air : Frank Schaeffer
- 1992 : Vinnie & Bobby : Bobby Grazzo
- 1993 : Des jours et des vies : Charles Van Dieter / Charlie Van Dieter
- 1993 : Mr. Cooper et nous : Riley
- 1993 : South of Sunset : Steve
- 1995 : Melrose Place : Jim Stone
- 1995-2001 : Le Drew Carey Show : Jay Clemens / Nick
- 1997 : Beverly Hills : Everett Sands
- 1997 : Chérie, j'ai rétréci les gosses : Louie Matagrano
- 1998 : Clueless : Joe Pizzulo / Joe Pizulo
- 2000 : FBI Family : Mr. Zito
- 2000 : Good Versus Evil : Joey Dimarcola
- 2001 : Any Day Now (en) : Stage Manager
- 2001 : Sabrina, l'apprentie sorcière : Even Steven
- 2001 : Spyder Games : Jimmy Rose
- 2001 : V.I.P. : Jeremy Harmetz
- 2002 : Do Over : Bobby Kindler
- 2003-2004 : Les Feux de l'amour : Salvatore Staley
- 2004 : Quintuplets : Jake
- 2005 : Numb3rs : Arthur Rimbelli
- 2005-2007 : La Vie de palace de Zack et Cody : Kurt
- 2009-2011 : La Vie de croisière de Zack et Cody : Kurt
- 2011 : Actors Entertainment : Lui-même
- 2012 : Happy Endings : Dr. Fred
- 2012 : Shooting Gallery : Lui-même
- 2014 : The Filthy Rich Guide : The Filthy Rich Guide
- 2014-2017 : The Filthy Rich Guide : Lui-même - Présentateur
- 2017 : Esprits criminels : Sheriff Scott Paseo
- 2017 : The Three Bilinguals : Camacho D'Attorney

#### Téléfilms
- 1987 : Macy's Thanksgiving Day Parade : Lui-même
- 1997 : The Guardian : Pintor
- 2005 : Reefer Madness: Grass Roots : Lui-même
- 2005 : Reefer Madness : Jesus

## Théâtre
- Little Fish as Robert
- Jesus Christ Superstar (Judas)
- Godspell (Jesus)
- West Side Story (Bernardo)
- Grease (Danny)
- To Sir with Love (Santo)
- Starlight Express (Greaseball)
- Joseph and the Amazing Technicolor Dreamcoat (Pharaon)
- Smokey Joe's Café (Bob)
- The Gift (Don)
- Sneaux (Larry, Bob)
- Reefer Madness (Jesus, Jack)
- Rock of Ages (Herz)

## Prix et nominations
- Nommé en 1987 pour le Tony Award du meilleur acteur pour Starlight Express.
- Il a obtenu un Drama-logue award pour son rôle de Jésus dans Godspell.
- Il a obtenu un Ovation Award pour ses personnages de Jesus et Jack dans Reefer Madness.